# Riedbach (Reichertsheim)
Riedbach ist ein Gemeindeteil der Gemeinde Reichertsheim im oberbayerischen Landkreis Mühldorf am Inn.

## Lage
Das Kirchdorf Riedbach liegt 1,5 Kilometer nördlich von Reichertsheim. Es liegt etwa einen Kilometer nordwestlich der Bundesstraße 12 und lässt sich von dieser über eine 2 Kilometer lange Straßenverbindung erreichen.
Der Ort liegt etwa 300 Meter nördlich des Riedbacher Bachs, der über den Kagenbach  zur Isen fließt.

## Denkmalgeschützte Gebäude

### St. Rupertus
Die katholische Filialkirche St. Rupertus ist ein schlichter, längsrechteckiger Saalbau. Das Kirchengebäude ist in der Grundsubstanz spätmittelalterlich und wird durch einen Westturm von 1716 überragt. Der leicht eingezogene Altarraum wurde 1725 durch einen halbrund geschlossenen Anbau erweitert: Der Ausbau erfolgte  1767 im Barockstil.
Die Kirche ist nach dem Heiligen Rupert benannt, einem der drei iroschottischen Wandermönche und St. Emmeran, St. Korbinian und St. Rupert,  die in zwei Wellen die Missionierung Bayerns anregten und daher in Kirchenkreisen auch die „drei Apostel der Bayern“  genannt werden.
Riedbach hatte früher den Heiligen Martin als Kirchenpatron, aber heute wird die Kirche nach dem Heiligen Rupert benannt, und der Heilige Martin wurde zum Nebenpatron. Es wird vermutet, dass der Vorgängerbau der heutigen Kirche zu den ältesten Kirchen des Bayerns gehört, weil Martinus mit seinem Schimmel oft an die Stelle des germanischen Wotan gesetzt wurde. In der Filialkirche Riedbach war Kirchweih daher der Sonntag nach dem 24. September, also nach dem Rupertusfest.
Neben der Pfarrkirche mit einer Kapelle in Reichertsheim gab es die Nebenkirche in Thambach und die Filialkirchen in Riedbach (Filiale des Pfarrers), in Oberornau (Hauptfilialkirche des Kooperators) und Hofgiebing (ebenfalls Filiale des Kooperators). Es gab also vier Filialkirchen, in denen der Pfarrer unter Mithilfe eines Kooperators (oder Exkursors) predigte und seelsorgerisch betreute. Für die Betreuung der Gottesdienste waren daher zwei Priester notwendig:
Der eine war der Pfarrer, der in Reichertsheim im Pfarrhof wohnte, und der andere der Kooperator, meist ein Pater des Klosters Au am Inn, der jedes Mal eigens zu den Gottesdiensten an die betreffenden Orte anreisen musste. In der Zeit um 1630 gab es eine Gottesdienstordnung, laut der Reichertsheim an allen Sonntagen Gottesdienst hatte, Oberornau nur am dritten Sonntag des Monats und Riedbach und Hofgiebing nur am vierten Sonntag. Nach dem Dreißigjährigen gab es vom ersten bis dritten Sonntag in Reichertsheim und Oberornau jeweils einen Sonntagsgottesdienst und an den vierten Sonntagen in Riedbach und Hofgiebing. Nach der Säkularisation 1803 setzte die Regierung zwei ehemalige Chorherren von Au als Pfarrer und Kooperator ein. Der Pfarrer betreute Reichertsheim, Riedbach und Thambach, und Kooperator kümmerte sich um Oberornau und Hofgiebing.
Die Kirche ist mit ihrer Ausstattung in die Liste der Baudenkmäler in Reichertsheim eingetragen. Die untertägigen, spätmittelalterlichen und frühneuzeitlichen Befunde im Bereich der Kirche werden in der Liste der Bodendenkmäler in Reichertsheim als Bodendenkmal aufgeführt.

### Riedbach 6
Der Parallelhof Riedbach 6 steht unter Denkmalschutz. Sein Wohnstallhaus ist ein zweigeschossiger Flachsatteldachbau mit Putzgliederung aus dem 19. Jahrhundert. Der Ständerbohlenstadel mit Flachsatteldach und Bundwerk ist im Inneren bezeichnet mit der Jahreszahl 1833.

## Dorf- und Bevölkerungsentwicklung

Ehemaliges Gasthaus

In Riedbach gab es 1871 insgesamt 39 Einwohner. Um 1950 stieg die Einwohnerzahl in der Nachkriegszeit des Zweiten Weltkriegs auf 101 Einwohner. Im Mai 1987 lebten dort 52 Einwohner in 13 Wohngebäuden.
| Jahr      | 1871 | 1925 | 1950 | 1970 | 1987 |
| Einwohner | 39   | 79   | 101  | 48   | 52   |

Panorama: Riedbach von Südsüdwest